# Razbore, Trebnje
Razbore so naselje v občini Trebnje.
Razbore so gručasto naselje na vinorodnem pobočju južno od Zaplaza in zahodno od Čateža, ob cesti Trebnje – Velika Loka – Čatež. K vasi pripadata tudi zaselka Stara Gora in Nova Gora. Na južni strani so na položnejših legah njive Rupnica, Zagorišnica in Ravnik, v bolj strmih legah travniki, na severu in severozahodu pa gozdovi, kjer v območju Bajturna prevladuje hrast, v Prepadih pa bukev. V bližini so tudi vodni izviri: Studenec, Pograjčev studenec in Korita, kjer so včasih prali in ob suši dovažali vodo v vas. Na južnem robu vasi stoji Razborška sadna sušilnica, ki so jo leta 1939 skupaj s tedanjim učiteljem Francem Kunaverjem zgradili vaščani, danes pa se po obnovi v njej ponovno širijo vonjave suhega sadja. V Razborah se je leta 1918 rodil agronom Anton Zorc.